# Anthony Hope (personaggio)
Anthony Hope è un personaggio immaginario del musical Sweeney Todd: The Demon Barber of Fleet Street di Stephen Sondheim.

## Il Personaggio
Anthony Hope è un giovane marinaio londinese della nave “Bountiful”.
È Anthony che salva Sweeney Todd dai flutti in pieno Oceano Pacifico, diventando suo amico, con la promessa di non chiedergli nulla riguardo alla sua famiglia e al motivo per cui si ritrovasse in mare.
Anthony e Sweeney sbarcano a Londra in una fredda mattina del 1846.
Nel porto egli fa la carità alla Mendicante, scacciata brutalmente da Sweeney Todd, che poi racconta ad Anthony la storia di un barbiere e sua moglie.
Tempo dopo egli incontra Johanna Barker e se ne innamora. Ma il loro amore è ostacolato dal Messo Bamford e dal Giudice Turpin, che vuole sposare Johanna il martedì successivo.
Ma egli si accorda con Johanna e decidono di fuggire e sposarsi la domenica seguente.
Correndo da Todd in Fleet Street, irrompe nella bottega informando il barbiere della sua fuga romantica. Ma il cliente del barbiere è lo stesso giudice, che se ne va infuriato, facendo rinchiudere Johanna in manicomio.
Ma Anthony, vestito da fabbricante di parrucche, si reca nel manicomio e salva Johanna, uccidendone il direttore, il dottor Jonas Fogg. 
Poi Anthony noleggia una carrozza e con Johanna si imbarcano insieme sulla “Bountiful”, per non tornare mai più a Londra.

## Interpreti
Nel debutto a Broadway del 1979 il ruolo di Anthony Hope fu assegnato all'attore e cantante canadese Victor Garber.
Tre anni dopo, in occasione delle riprese video del musical, il ruolo fu affidato a Cris Groenendaal.
In Sweeney Todd in concert del 2001 Anthony fu interpretato da Davis Gaines.
Nelle produzioni del 1998 e del 2001 il ruolo è stato ricoperto da Hugh Panaro. Altri interpreti molto apprezzati sono stati David Shannon e Mark Jacoby.
Nel film del 2007 Sweeney Todd - Il diabolico barbiere di Fleet Street di Tim Burton Anthony è interpretato da Jamie Campbell Bower, che ottenne il favore della critica.

## Canzoni
- No Place Like London (con Sweeney Todd) e Lucy Barker)
- Ah, miss (con Johanna e Lucy)
- Johanna
- Kiss Me (con Johanna)
- Johanna-Quartet (con Johanna, Sweeney Todd e Lucy)
- The Judge's Return (con Lucy, Todd, Johanna ed il Giudice Turpin
- The Ballad of Sweeney Todd – Epilogue (con la compagnia)